# Relación de aspecto (geometría)

Rectángulo con relación de aspecto (4∶3)

La relación de aspecto de una figura geométrica es la razón de sus tamaños en diferentes dimensiones. Por ejemplo, la relación de aspecto de un rectángulo es la relación de su lado más largo con respecto a su lado más corto, o dicho de otra manera, la relación entre su anchura y su altura cuando el rectángulo está orientado de forma apaisada.
La relación de aspecto se expresa con mayor frecuencia como dos números enteros separados por dos puntos (x∶y), y menos comúnmente como una fracción simple o decimal. Los valores x e y no representan anchos y alturas reales, sino más bien la proporción entre anchura y altura. Por ejemplo, 8∶5, 16∶10, 1.6∶1, 8⁄5 y 1.6 son formas de representar la misma relación de aspecto.
En objetos de más de dos dimensiones, como hiperrectángulos, la relación de aspecto aún se puede definir como la relación entre el lado más largo y el lado más corto.

## Aplicaciones y usos
El término se usa más comúnmente con referencia a:
- Gráficos/imágenes
  - Relación de aspecto
  - Relación de aspecto de una pantalla
  - Formato de papel
  - Tamaños de impresión fotográfica estándar
  - Formatos de película cinematográfica
  - Banner
  - Relación de aspecto de píxel
  - Fotolitografía: la relación de aspecto de una composición grabada o depositada es la relación entre la altura de su pared lateral vertical y su ancho.
- Las altas relaciones de aspecto HARMST permiten la construcción de microestructuras altas sin inclinación
- Códigos en neumáticos
- Dimensionamiento de turbocompresores de geometría variable
- Alargamiento de las alas de un avión o un pájaro
- Astigmatismo de una lente
- Fartor de forma (análisis de imágenes y microscopía)

## Relaciones de aspecto de formas simples

### Rectángulos
Para un rectángulo, la relación de aspecto denota la relación entre su ancho y su altura. Un cuadrado tiene la relación de aspecto más pequeña posible de 1∶1.
Ejemplos:
- 4∶3 = 1,3: algunos (no todos) los monitores de ordenador del siglo XX (VGA, XGA, etc.), definición estándar
- {\displaystyle {\sqrt {2}}}∶1 = 1,414...: tamaños de papel internacionales (ISO 216)
- 3∶2 = 1,5: Aparece Película de cámara fija de 35 mm, iPhone (hasta iPhone 5)
- 16∶10 = 1,6: pantalla ancha monitores de PC de uso común (WXGA)
- Φ∶1 = 1,618 ...: número áureo, cerca de 16:10
- 5∶3 = 1,6: película de 16 mm, un ancho de película estándar en muchos países europeos
- 16∶9 = 1,7: pantalla ancha de TV
- 2∶1 = 2: dominós
- 64∶27 = 2,370: pantalla ultraancha, 21:9
- 32∶9 = 3,5: pantalla superultraancha

### Elipses

Relación de aspecto de una elipse: (a∶b)

Para una elipse, la relación de aspecto denota la relación entre su eje mayor y su eje menor. Una elipse con una relación de aspecto de 1∶1 es una circunferencia.

## Relaciones de aspecto de formas generales
En geometría, hay varias definiciones generales alternativas a las proporciones del espacio compacto en un espacio d-dimensional:
- La relación de aspecto diámetro-ancho (denominado DWAR en inglés) de un conjunto compacto es la relación entre su diámetro y su ancho. Un círculo tiene el DWAR mínimo que es 1. Un cuadrado tiene un DWAR de {\displaystyle {\sqrt {2}}}.
- La relación de aspecto de volumen-cubo (CVAR) de un conjunto compacto es la raíz d-ésima de la relación del volumen d del cubo d paralelo de ejes envolventes más pequeño, con respecto al volumen d del conjunto. Un cuadrado tiene el CVAR mínimo que es 1. Un círculo tiene un CVAR de {\displaystyle {\sqrt {2}}}. Un rectángulo con lados paralelos a los ejes de ancho W y alto H, donde W>H, tiene un CVAR de {\displaystyle {\sqrt {W^{2}/WH}}={\sqrt {W/H}}}.

Si la dimensión d es fija, todas las definiciones razonables de relación de aspecto son equivalentes dentro de factores constantes.

## Notaciones
Las relaciones de aspecto se expresan matemáticamente como x∶y (pronunciado "x-a-y").
Las proporciones cinematográficas generalmente se denotan como un múltiplo decimal (redondeado) del ancho frente a la altura de la unidad, mientras que las proporciones fotográficas y videográficas generalmente se definen y se indican mediante proporciones de números enteros de ancho a alto. En imagen digital hay una sutil distinción entre la relación de aspecto de pantalla (la imagen tal como se muestra) y la relación de aspecto de almacenamiento (la relación de las dimensiones en píxeles) (véase relación de aspecto).